# Rochus III. von Rochow-Plessow

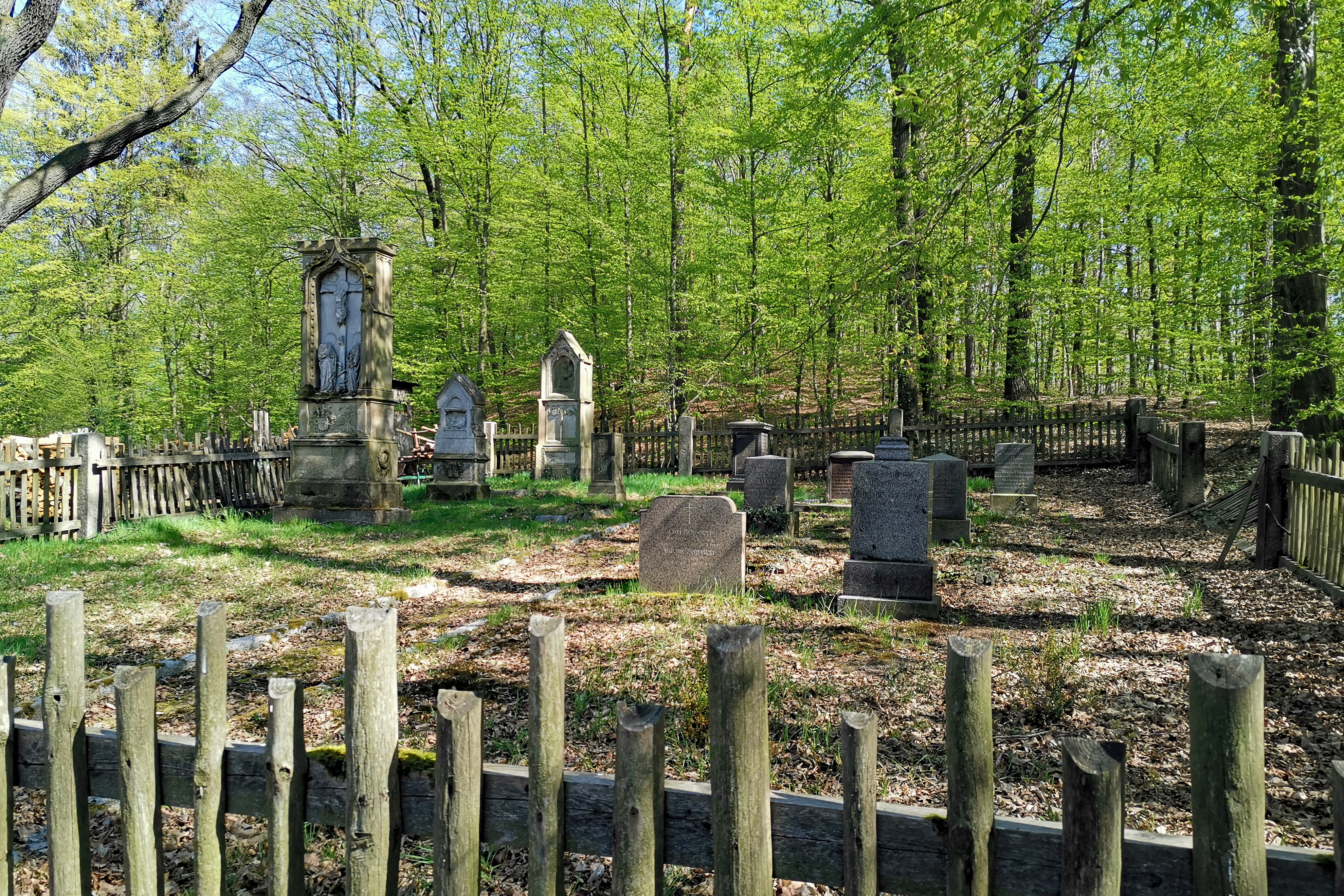
Grabstätte des Rochus III. von Rochow und seiner Frau Julie, geborene von Stolberg-Stolberg, in Brauna (Sachsen); hinten links mittig.

 Rochus III. von Rochow-Plessow (* 2. Oktober 1828 in Plessow bei Werder (Havel); † 8. Juni 1896 in Dresden) war Ehrenkämmerer des Papstes, Ehrenritter des Malteserordens und königlich preußischer Major, Publizist und Politiker.

## Leben
Rochus entstammte dem alten evangelischen Landadel und war der jüngste Sohn des Hans Karl Dietrich von Rochow auf Plessow (1797–1857) und der Wilhelmine, geborene von Schack (1801–1848). Rochus Vater war Gutsherr auf alt ererbten Besitz bei Potsdam, Hofmarschall und Major d. R. Die Mutter war eine Tochter des Generals Wilhelm Georg von Schack. Geschwister waren der später bekannt gewordene Politiker Hans von Rochow auf Plessow und Stülpe und der Regierungsrefendar Adolf Friedrich V. von Rochow (1826–1864) auf Krahne mit Rotscherlinde. Entgegen dem klassischen Schulweg seiner Cousins aus der Stülper Nebenlinie sowie seiner älteren Plessower Brüder ging Rochus III. nicht auf das Internat der Brandenburger Ritterakademie. Er war seit 1842 gleich beim Kadettenkorps in Potsdam. Von Rochus vier Schwestern verstarben zwei sehr früh. Schwester Luise Wilhelmine (1822–1915) lebte lange in Bel-Air in der Schweiz und war zum Schluss die älteste Vertreterin der 19. Familiengeneration des Adelsgeschlecht von Rochow. Schwester Elisabeth (1826–1904) war mit August von Waldow-Stubbenhagen liiert. Mit seinem Bruder Hans war er Mitglied im Verband der Familiengeschichtsforscher, mit Hauptaugenmerk auf Genealogie und Heraldik. Der einflussreiche Ritterschaftsrat Friedrich Ludwig VII. von Rochow-Plessow war sein Neffe.

## Militärzeit
Rochus III. war königlicher Leibpage und Offiziersanwärter beim Königlich Preußischen 1. Garde-Ulanen-Regiment in Potsdam, 1848 Sekondeleutnant, 1857 erhielt man den Dienstgrad Rittmeister. Zeitgleich war er auch mit seinen Brüdern Mitglied des Vereins für Pferdezucht und Pferdedressur zu Berlin. 1866 nach der Schlacht bei Königgrätz nahm er seinen Abschied mit dem Charakter eines Majors.

## Familie
Am 30. Mai 1865 heiratete er Julie Luise Marie Anna Gräfin zu Stolberg-Stolberg (1842–1879), eine Tochter des Reichstagsabgeordneten Cajus zu Stolberg-Stolberg. Das Paar lebte zunächst in Potsdam, zuletzt dauerhaft seit 1870 in Dresden, und zwischendurch auf Schloss Brauna bei Kamenz in Sachsen. Das Ehepaar hatte eine Tochter, Marie (1866–1915). Marie übernahm in Tradition des Vaters die Unterstützung des Potsdamer Krankenhauses St. Josef, ging 1887 nach Frankreich in das Kloster „Der Töchter christlicher Liebe“ als Krankenpflegerin. Nach dem Tode des Vaters erhielt sie von der Familie von Rochow eine Abfindung. Sie starb als Nonne in Rom. Julie und Rochus sind auf dem herrschaftlichen Friedhof in Brauna beerdigt, Tochter Marie auf dem deutschen Friedhof im Vatikan. Rochow selbst konvertierte bereits 1852 zum katholischen Glauben und legte dieses Bekenntnis in Breslau ab. Als Theodor Fontane ihn kennenlernte bemerkte der kurz, „katholisch geworden; Bruder des Plessower`s“. Seine selbstverfasste Vita als Konvertit erschien kurz nach seinem Tode, unter dem Titel „Glückliche Fahrt“.

## Malteserritter und Wohlfahrt
Rochus III. von Rochow war führend in der Katholischen Gemeinde zu Potsdam und somit ebenso an der Gründung und dem Ausbau des Potsdamer Krankenhauses St.Josef beteiligt. Als Ehrenritter des souveränen Malteserordens finanzierte Rochow ein so genanntes Freibett für Bedürftige in einem schlesischen Krankenhaus und war dann allgemein Delegierter für die vom Verein der Schlesischen Malteser-Ritter gestifteten Krankenhausbetten in Berlin und Potsdam zuständig.

## Publizist und Politiker
Er war Redakteur des Katholischen Volksblattes aus Sachsen, dessen Leitung er 1874 übernahm und gab parallel eine katholische Beilage des doch zu jener Zeit eher protestantisch geprägten Deutschen Adelsblattes heraus. Später war Rochow ein enger Mitarbeiter des Kommissars der General-Versammlungen der Katholiken Deutschlands, Karl Fürst zu Löwenstein. Als einer der führenden Persönlichkeiten der Ultramontanen Partei ist er mehrfach als Kandidat zum Reichstag vorgeschlagen gewesen. Er kandidierte konkret für die Wahlkreise 4 und 5 (Dresden-Altstadt, Friedrichstadt, Neustadt und Umgegend).